# ジャン＝ジョゼフ・カリエス
ジャン＝ジョゼフ・カリエス（Jean-Joseph-Marie Carriès、1855年2月15日 - 1894年7月1日）はフランスの彫刻家、陶芸家である。胸像や日本風のストーンウェア（炻器）を制作したことで知られる。.

## 略歴
リヨンの靴職人の息子に生まれるが、6歳で孤児になり、兄弟と孤児院で育てられた。1868年からリヨンの彫刻家ヴェルマール（Pierre Vermare）の弟子として働きながら、リヨンの美術学校で学ぶことができた。2年間ヴェルマールの工房で働いた後、独立した。
1874年に首都パリへ移り、短期間、オーギュスト・デュモンの弟子になり、アレクサンドル・ファルギエールやアンリ・ラマンからもアドバイスを受けた。パリ国立高等美術学校の入学に失敗し、独学で活動し、リヨンから奨学金を得て、美術学校で学ぶペジウー（Jean-Alexandre Pézieux）の世話になった後、パリで放浪生活を送った。
1875年のパリのサロンに胸像を出展し、その写実的なスタイルは注目された。1876年に危篤の18歳の妹を見舞うためにリヨンに帰郷し、後年妹の像を制作した。1877年にフランス軍に召集されるが、芸術家としての活動をすることが許された。1878年に開かれたパリ万国博覧会に日本から出品された茶碗や壺の造形と釉薬に影響を受け、フランス中部の焼締窯で作陶に取り組んだ
1881年のパリのサロンで作品が選外佳作に選ばれた。その後も貧しい人々を題材に作品を制作し、1883年のサロンの出展作品は選外佳作を受賞し、作品は1889年に青銅像にされて国に買い上げられた。も
1888年までには経済的な安定を得ることができ、着色された炻器を素材に選び、陶芸の盛んな北フランスのサン＝タマン＝アン＝ピュイゼイユにスタジオを開き、陶芸作品をサロンに出展するようになった。
1892年にレジオンドヌール勲章（シュヴァリエ）を受勲した。
1894年に肺炎で39歳で没した。

## 作品

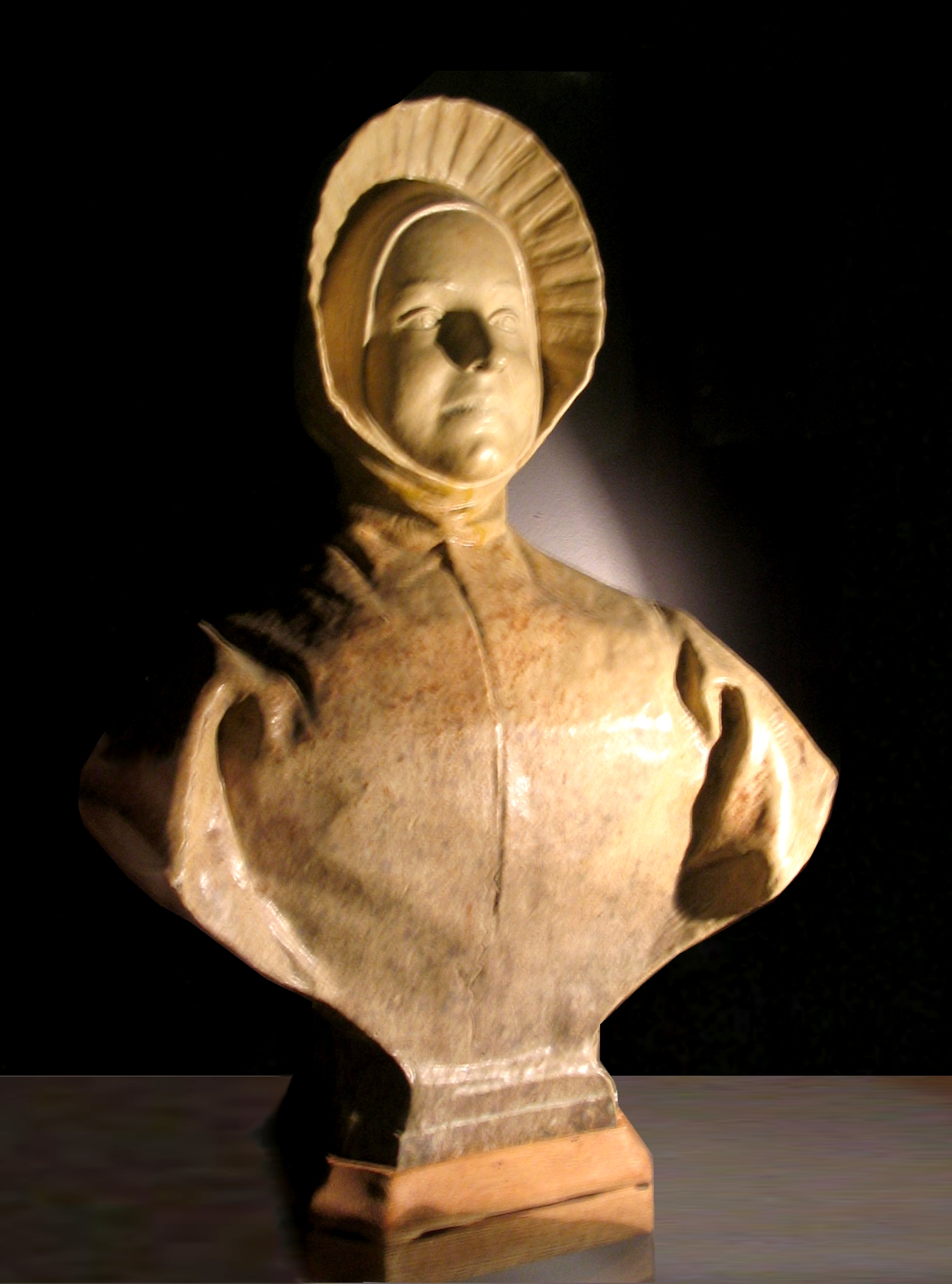
笑顔の尼僧 (1893/1894) オルセー美術館 蔵
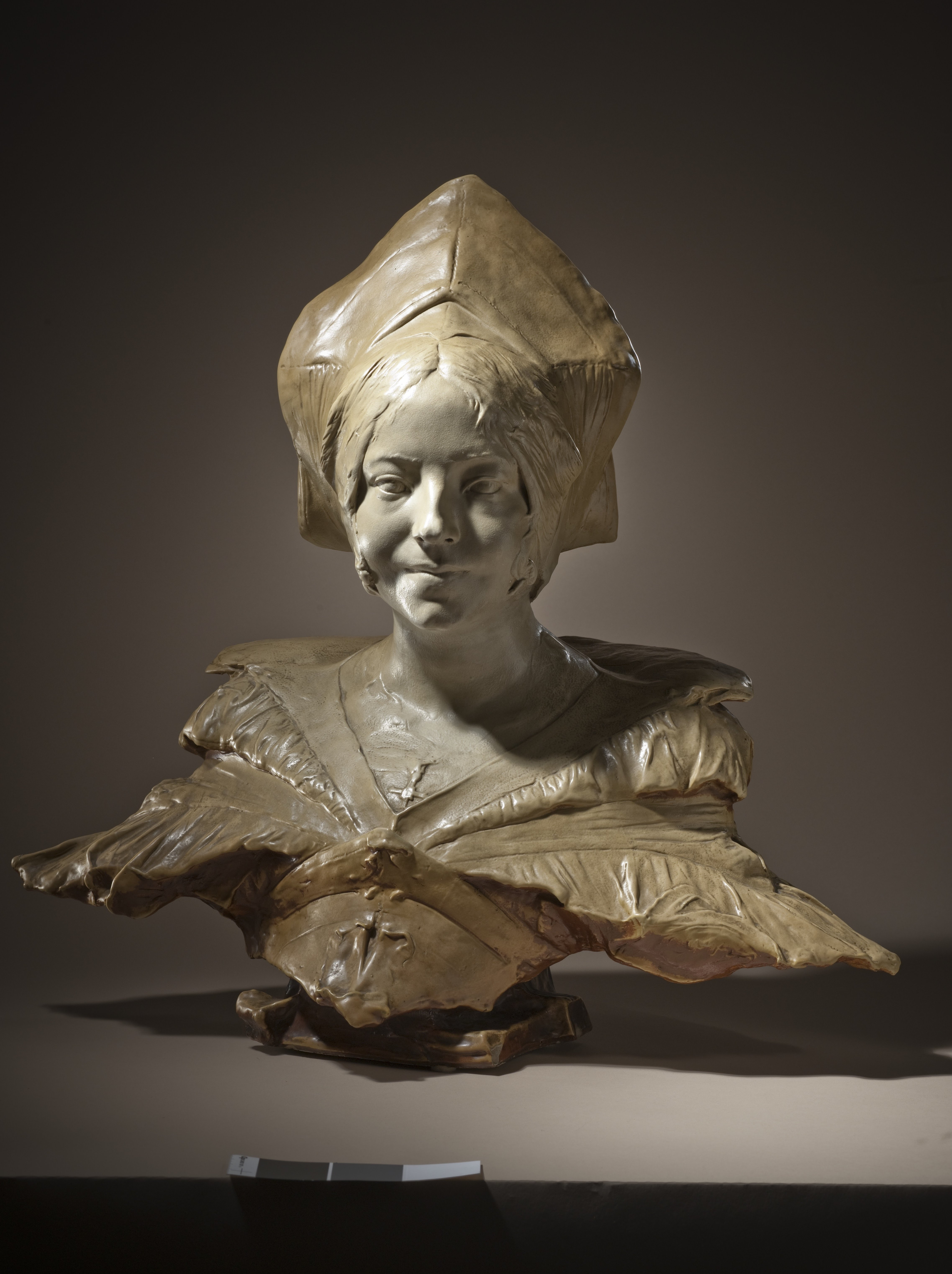
Loyse Labbé の肖像(c.1887) ロサンゼルス・カウンティ美術館 蔵
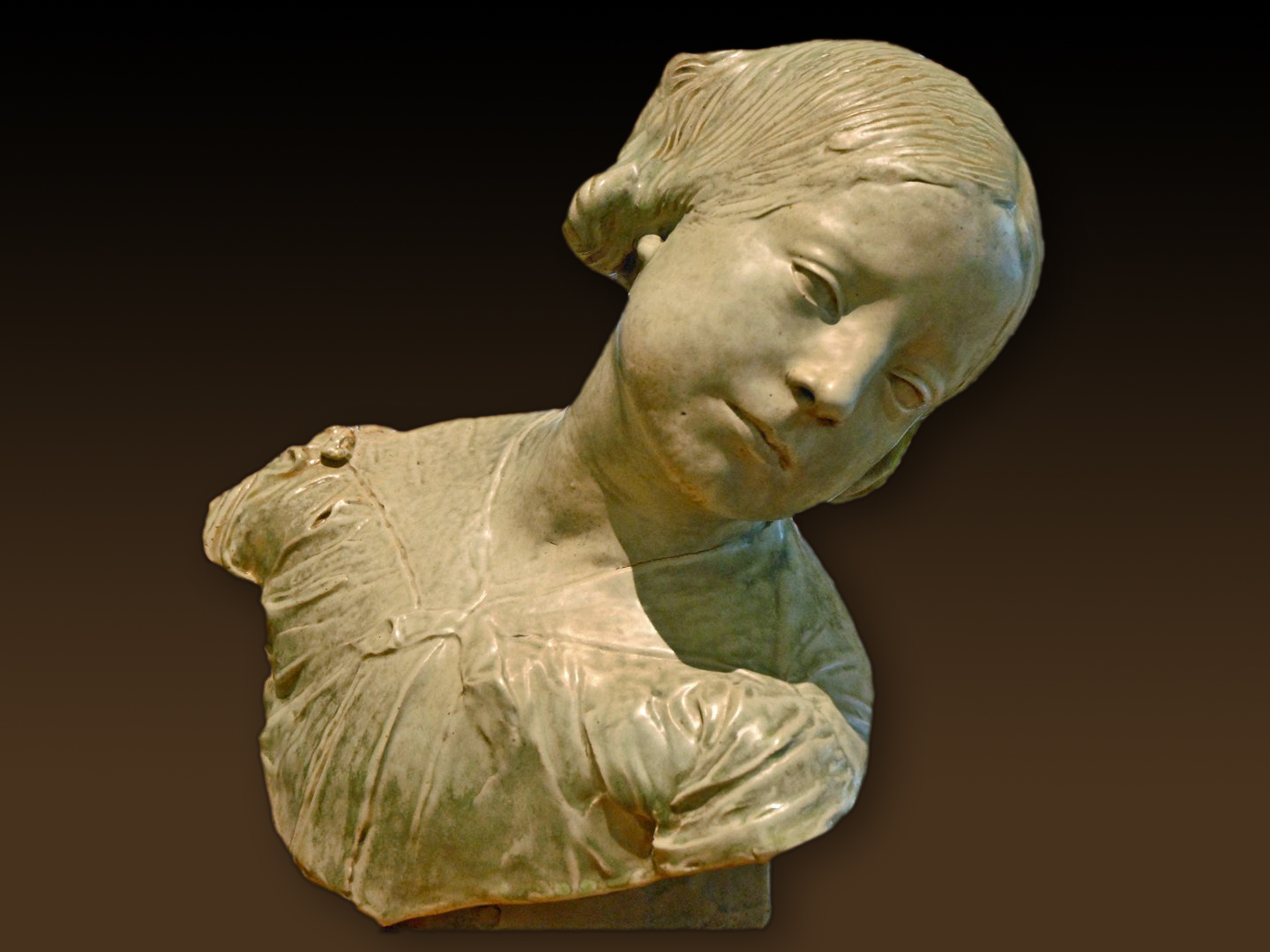
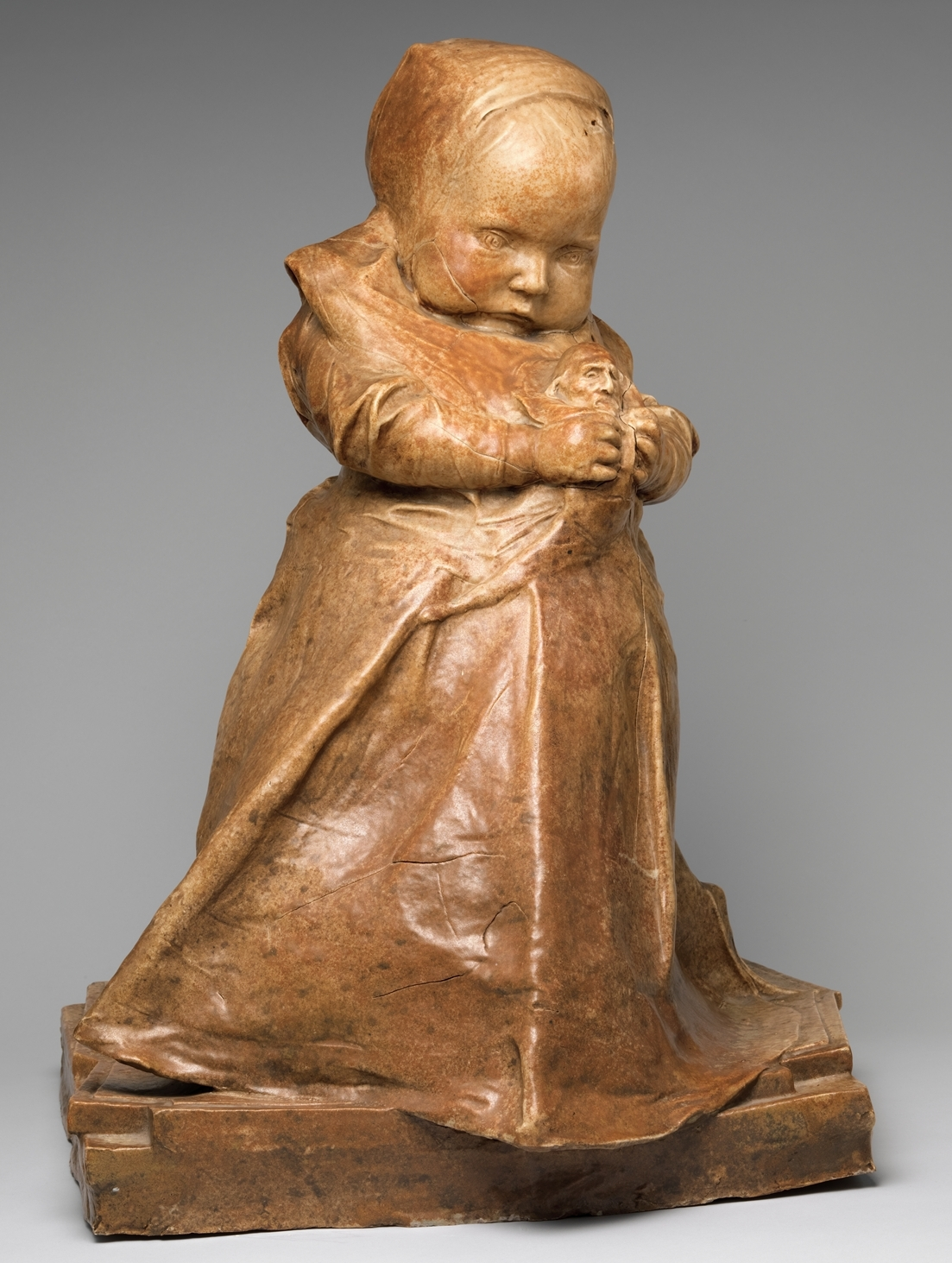
陶像
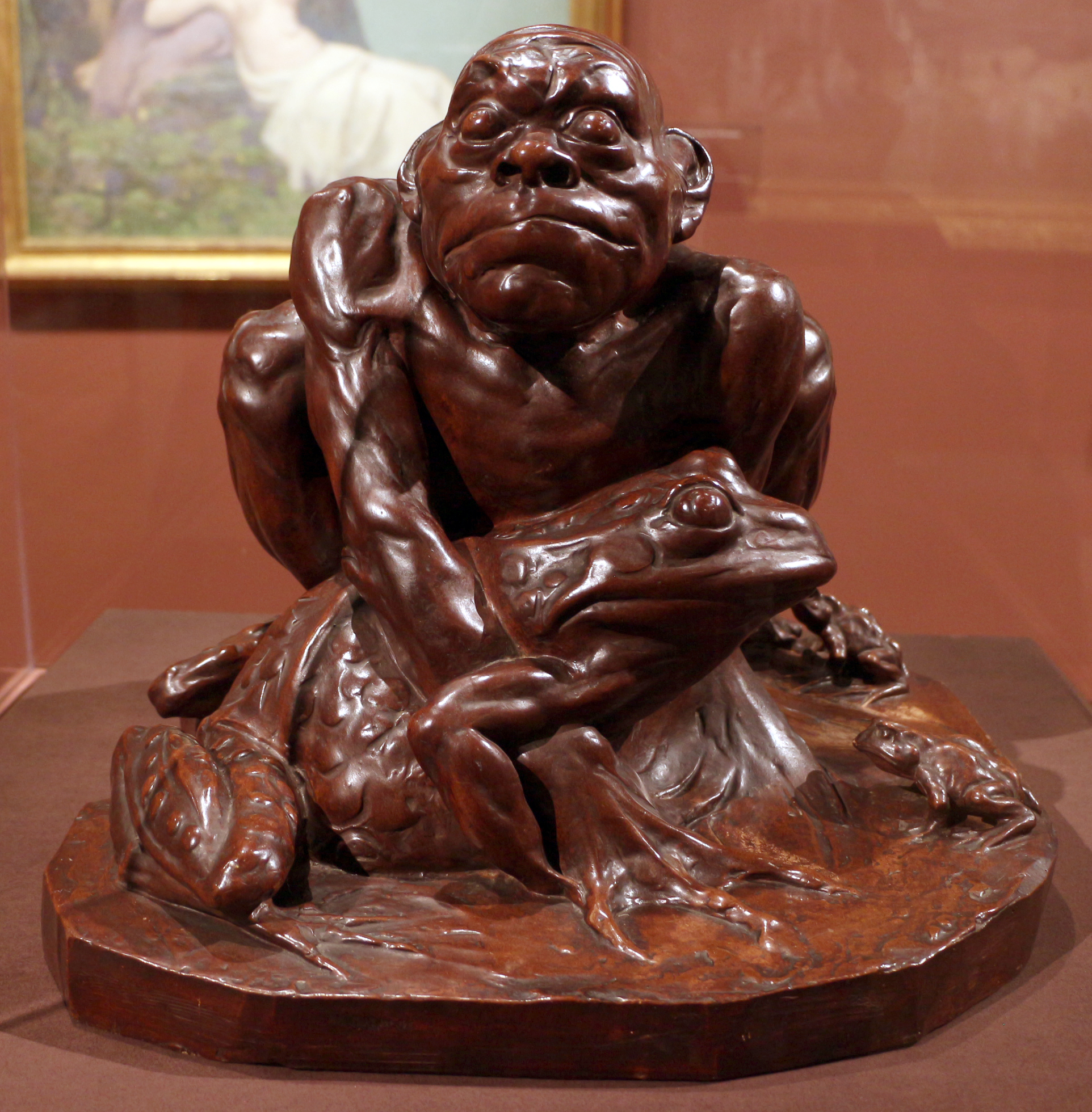
蛙男(1892) シカゴ美術館 蔵
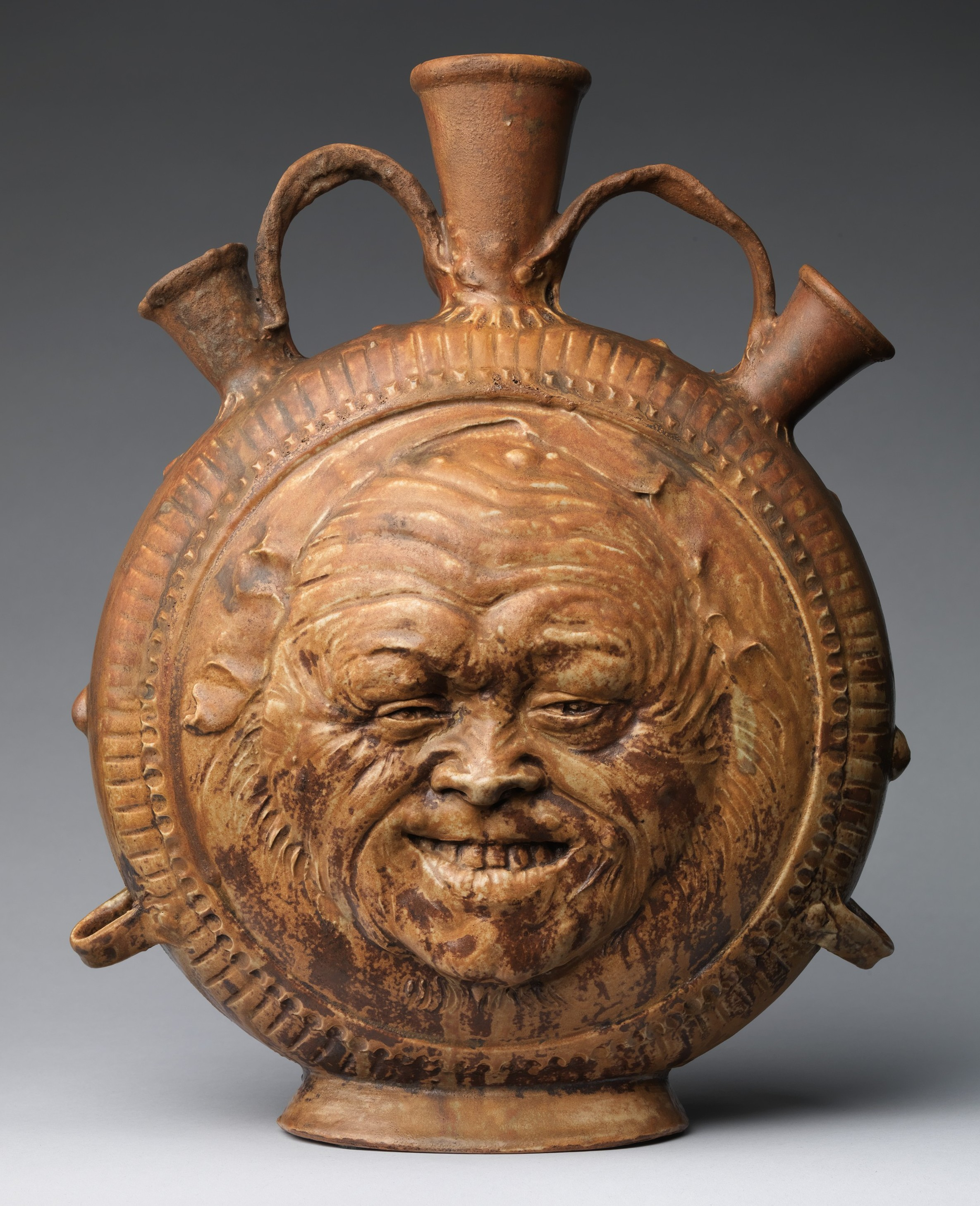
炻器(c.1890) メトロポリタン美術館 蔵
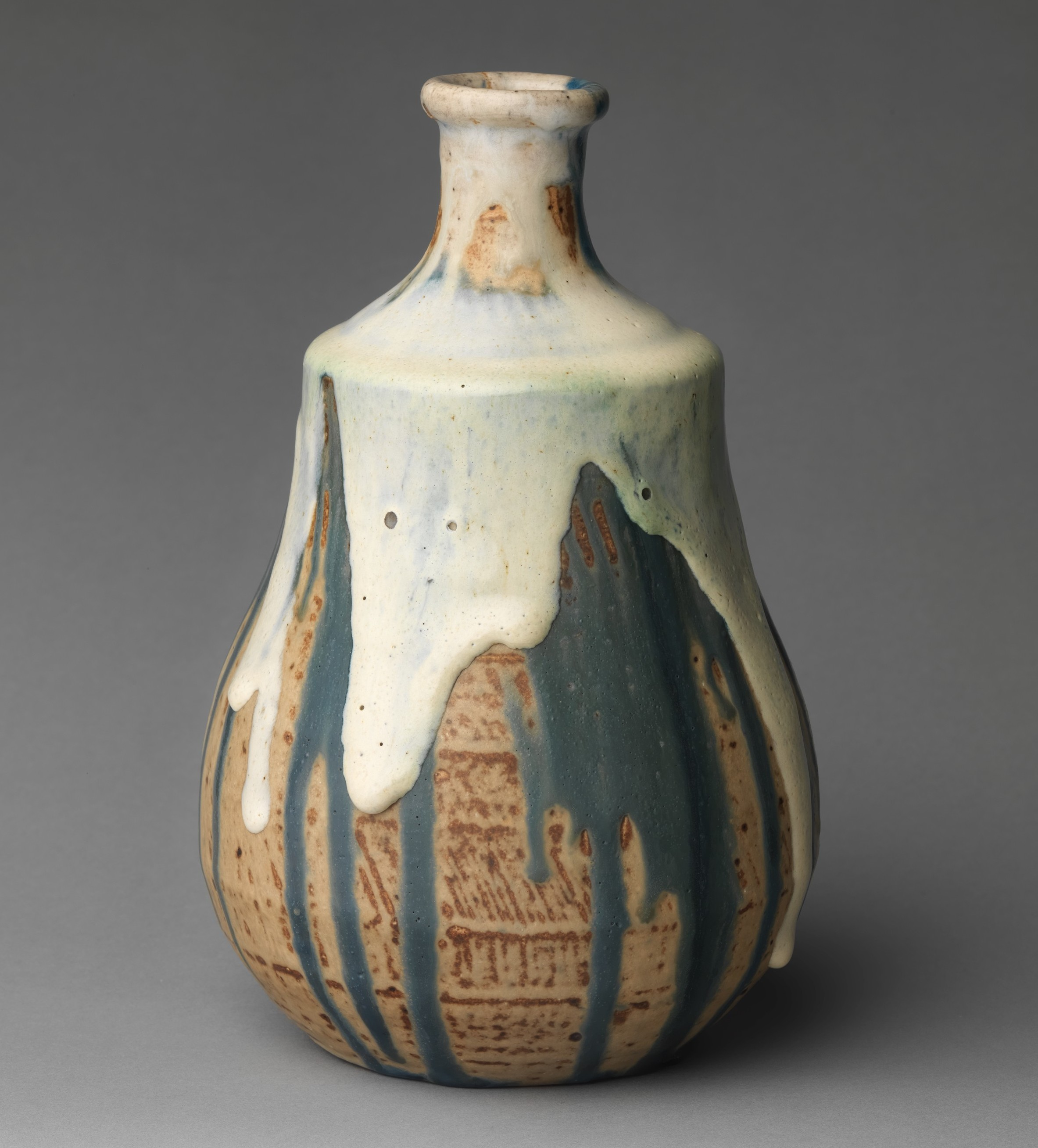
炻器(c.1890) メトロポリタン美術館 蔵
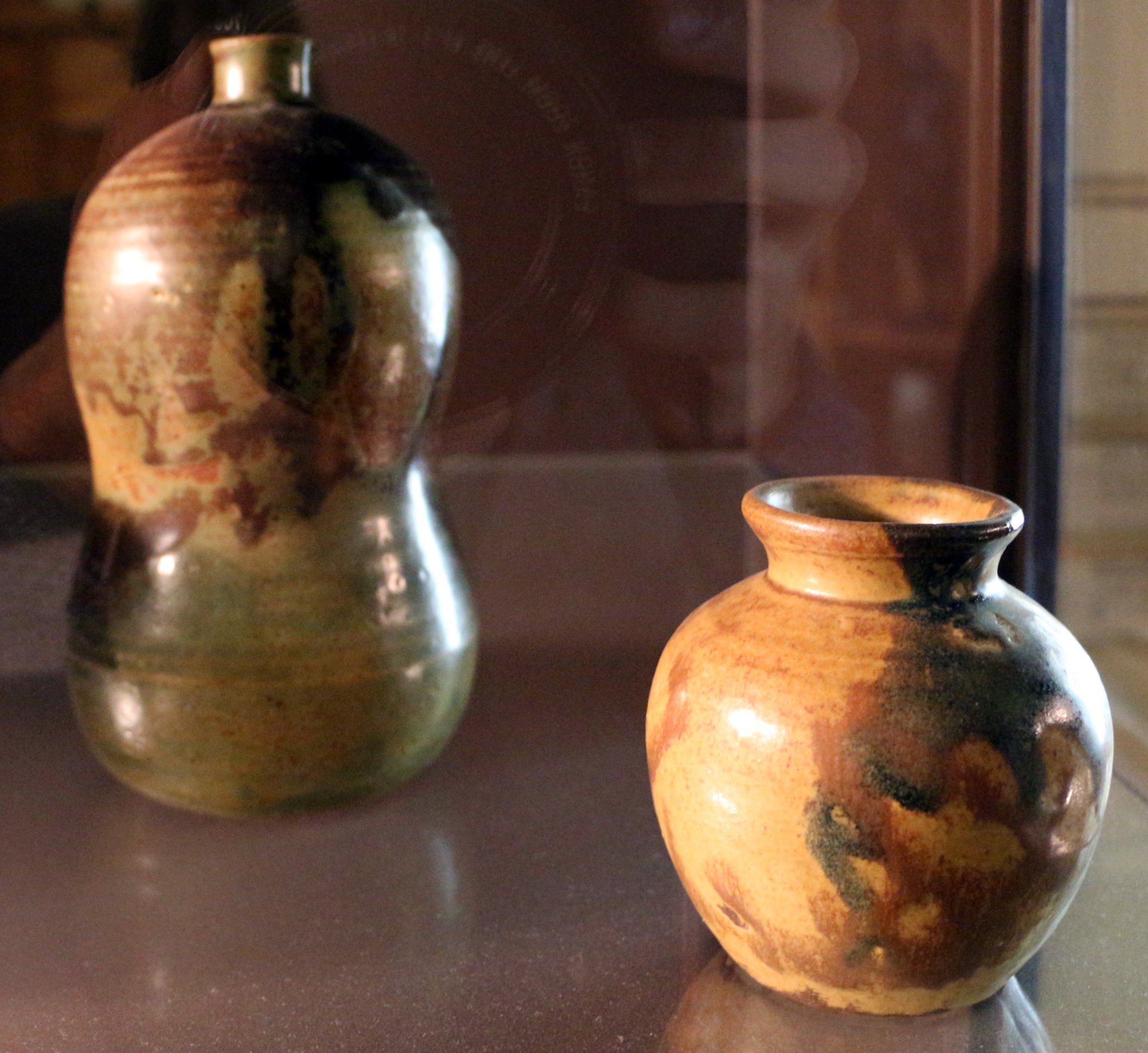
炻器(c.1892) オルセー美術館 蔵